# 里美まゆ
里美 まゆ（さとみ まゆ、1995年11月23日 - ）は、日本のAV女優。テスター所属。

## 略歴・人物
東京都出身。2015年9月にAVデビュー。
趣味は食べること、特技はどこでも寝れること。

## 出演作品

### アダルトDVD
2015年
- 里美まゆ DEBUT!（9月11日、アリスJAPAN）
- 彼氏持ちギャルの不満を徹底調査!愚痴を聞きつつ「AV男優とSEXしてみませんか?」と出演交渉しOKしたユルマンギャルに怒涛の中出ししてみたら…（10月9日、SCOOP）
- 街行く女子校生に“スク水”着せてHな事しちゃいました!! 2（10月10日、DOC）※「まゆ」名義
- 私、脅迫されてます。（11月6日、光夜蝶）
- 巷のアカンJKを捕獲! 拘束してHな事しちゃいました!!（11月11日、DOC）※「ちあき」名義
- 巨乳女医限定!! 派遣型中出しメンタルクリニック（11月13日、BAZOOKA）
- 女のカラダは腰使いで決まる! 4時間 18（11月13日、BAZOOKA）
- ワケあり 応募してきた出稼ぎ上京若妻 借金返済中出しバイト（11月13日、S級素人）
- 里美まゆの汗だく、種付け、淫舌SEX（11月13日、HERO）
- ナマ姦不倫 13（12月4日、光夜蝶）
- 溺愛する愛娘がまさかの誘惑!?驚くほど、ギンギンに勃起したチ○ポを妻でもしてくれないプレイで俺を骨抜きにするほどのテクニックで責めたてられた件（12月4日、NON）
- COSOAP ぜかまし改二 艦娘のいる高級ソープへ行ってみた（12月7日、桃太郎映像出版）
- リアルカップル とある男のワルノリ隠し撮り投稿 「ムッツリスケベな女子大生の生態」（12月10日、MAGIC）
- 入店間もない 人妻たちの不慣れで優しい雰囲気に思わずチ○ポがガチ勃起!こっそりおねだりしたらしっぽり濡れた奥様マ○コに生で挿入を許してくれる人妻手コキサロンがあるという噂は本当か?（12月25日、SCOOP）

2016年
- 生中出しコギャル4時間 FIVE GALS COLLECTION VOL.5（1月8日、BAZOOKA）
- 経験豊富な優しい素人人妻が最高の童貞筆おろし 2（1月8日、アイエナジー）
- 「お兄ちゃん…コレ…抜いて…」 オナニー中にバイブが抜けなくなった妹がボクにまさかのSOS! イッた瞬間アソコが締まり過ぎ、バイブが抜けなくなった妹はうるんだ瞳でボクに救いの手を求めてきた!! 少しでも早く抜こうと試行錯誤しながらバイブを色々と動かしていたら、それが気持ち良かったみたいでアソコからはマン汁がダダ漏れ!! そして上昇しきった妹の性欲は暴走し我を忘れてボクのチ○ポを求めてきた!（1月8日、Hunter）
- 可愛い顔して複数プレイと危険日中出しを求める変態妻（1月8日、NON）
- 強制AVデビュー（2月5日、光夜蝶）※「くみ」名義
- 早漏オトコと早漏オンナの終わらない性交（2月5日、NON）
- 帰宅した俺は、オナニーに夢中になってる娘と目が合うと、気まずいがチ○ポがビンビンになってしまい、それに気づいた娘がエロい目でパンツを脱がした瞬間、近親相姦という背徳感を感じながらお互いにむさぼりあってしまった件（3月4日、NON）
- 幼馴染とHごっこで素股状態! でヌルヌルで“ズボ” 3 小中そして高校生になった今も女の子に全くモテないボクとは対照的に幼馴染はクラスでマドンナ的存在に!!学校では奥手で真面目ぶっているが実は超スケベでHな事に興味津々!! 興味あるくせにビビリなもんだから「Hごっこしよう!」と言ってボクでHな事を色々試そうとするんです!ある日、Hごっこだった遊びがエスカレートして素股状態に!!幼馴染の腰の動きが止まらなくなりボクも気持ちよくなり腰を動かしていたら「ダメ、ダメ、それ以上動いたら入っちゃうそれじゃSEXになっちゃう」と息を荒くして…（3月17日、Hunter）
- 両親の留守を良い事にお泊まり会を開く妹。ただ、ボクたちは相部屋。とにかく狭い。 妹は大目に見てよとボクに手を合わせてきたが冗談じゃない。ボクは受験生、これからが追い込みって時だ。しかし、可愛い友人たちを見た瞬間「ま、まあ俺も鬼じゃない、背伸びしたくなる年頃だしな」と快く了承。 仕方なく勉強するが、まあうるさい。やはりお引き取り願おうと振り向いたその瞬間、彼女たちのパンチラがボクの口を封じ、理性は崩壊。ボクはみるみるうちに勃起してしまい、慌てて隠すもバレてしまい気まずい雰囲気。「お前達がイケないんだ!そんな破廉恥な格好で…」ボクは何を言っているんだ?と思った矢先、何と彼女たちは「お兄さんごめんなさい」と勃起チ○ポを握りしめてきた。（3月17日、Hunter）
- 契約率100％!卑猥な誘惑テクニックで確実に男性を落とすスゴ腕生保レディたちの枕営業!（4月1日、OFFICE K'S）
- 小、中、そして高校生の現在もアダ名が「博士」の貧弱な僕。 そんな僕の自宅には、クラスの女子がAVみたさによくやって来る。でもいざエッチなシーンを見たらモジモジして頬を赤らめ、パンティー越しにもわかるくらいにびしょ濡れで恥ずかしい染みだらけ!そしてヤリたくてヤリたくて我慢できない女子が僕に急接近。 11 さよなら博士.ver（4月7日、Hunter）
- 都内某所で繁華街の夜をひと際賑わせているセクキャバがあるとの噂が!?この不況不況と呼ばれる中でなぜその店だけが!?噂のどスケベなサービスは本当に存在するのか？ただのぼったくり店なのか?SCOOP班が徹底調査!!（4月8日、SCOOP）
- クラスで一番モテる女子が僕の家にまさかのお泊り!?部屋に入ってから警戒心がないのか、パンツ丸出しでスキを見せまくる彼女に勃起確定!! 2（4月8日、SCOOP）
- ダブル口マ○コフェラチオ Vol.2（4月15日、OFFICE K'S）
- パンチラ見てたら挑発オナニーしてきたエロ女たち 4（4月15日、OFFICE K'S）
- 抜き挿し丸見え! おまんこドアップディルドオナニー VOL.8（4月15日、OFFICE K'S）
- 悶絶アクメする素人娘の凄いイキ顔（4月15日、虎堂）
- お金のためなら… どこでもオナニーしちゃう ドスケベ娘（4月15日、虎堂）
- 妹が我が家で開催したクラス会 まるごと全員に種くばり（5月1日、ZUKKON/BAKKON）
- ツンデレ幼なじみが両親の留守中に俺の世話しにやってきた!! ノリで全裸家政婦にしたら「もっと辱めて」と懇願してきたので……（5月10日、ACE KILLER）
- 痴漢相談所にやって来たエロすぎる美尻OLをねっとり痴漢したところ…（5月10日、ACE KILLER）
- 自宅に呼んだ洗体デリヘル嬢は、黒ストッキング着用の本物OL!勃起チ◎ポ見せつけ生ハメ成功♥（5月10日、ACE KILLER）
- ゴム有りセックスで無反応なヤリマン女子高生が初めての生ハメセックスで超敏感に! 2 学校から近いボクの部屋をいつも休憩所に使っているあの子は学校内で噂のヤリマン!?ちょっと怖くて本当にヤリマンかどうか確認も出来ないけど、あまりに無防備にパンチラをしてるから、我慢できずHを頼んでみたら、あっさりOK。ただしセックスにヤル気はなく、マ○コは自由に使わせてくれるけどHの最中にマンガを読みだしたりとなんだか寂しい気持ちに…。そこで、こっそりずっとしてみたかったゴム無し生チ○ポで再び挿入してみたら…!超感じまくりで何度もイッちゃう敏感娘だったのです!（5月19日、Hunter）
- 罵り淫語唾吐き娘（5月20日、レイディックス）
- 恥ずかしくてもカラダは素直すぎるウブ美少女（6月1日、S-Cute）
- 個室にシロートの男女を2人きりにさせて、AV鑑賞をさせたところ即ハメ中出しヤリまくりw（6月3日、グリグリ）
- 街で見つけたソソるお姉さんに、「女性向けAVを作ってます。鑑賞して悪いところを指摘して下さい」と男性向けの本格的ドエロビデオをみせたら、どん引きされると思いきや、メチャクチャ発情してミニスカの隙間からべチャ濡れパンツが丸見え!（6月9日、SOSORU×GARCON）
- 女子校生強制中出し 9 悶絶!!痙攣!!強制アクメ!!未成熟のマ○コ無理やり生ハメ中出し!!!（6月10日、TMA）
- パンチラ&ポロリてんこ盛り! 素人女子校生限定! 目指せ!賞金100万円! ツイ●ター野球拳（6月19日、ATOM）
- エッチに対する憧れが強い妄想変態姉妹! 親の再婚で突然出来た仲良し妹2人。しかし2人は秘密の禁断の研究を…! 妹2人は性に貪欲すぎて日々エッチの研究をしている超ド級の変態姉妹だったのです。お互いに気持ち良い場所を探し合ってバイブやローターでいじり合い気持ち良さの研究を行っているのです! しかし、ある日秘密の研究会をバッチリ覗いてしまい、妹たちの興味は兄のチ○ポへ! チ○ポで気持ち良くなりたいと言ってきたのです!（6月19日、Hunter）
- 入院中の病院で働く、何ともソソるナースさん。ある夜、何やら物音で目が覚めると、どうやら同室の隣の患者とナースさんがいちゃついている模様。ごそごそアンアンしているのを聞かされてもう限界!（6月23日、SOSORU×GARCON）
- うちの娘にかぎって… 「お父さんにバレちゃう…」消えそうな程か細い声でそう言うと僕の娘は間男(おじさん)にカラダを許した 【寝取られ】女子校生中出し【NTR】（6月25日、ビッグモーカル）
- 真・時間が止まる腕時計 レズスペシャル 女子校文化祭編 (11月10日、ROCKET)
- 種付け専用巨乳メイド 1対6 150分中出し 僕の子供を妊娠するために派遣されたメイドとの共同生活 (11月19日、OPPAI )
- 背後からねっとり乳揉み スペンス乳腺開発 巨乳素人娘のおっぱいアクメ初体験してみませんか? これが噂のおっぱいGスポット! 貴方にもできる!おっぱいを揉むだけで女をイカせる方法伝授します!!（11月23日、ROCKET）
- 母娘強制懐妊 (12月13日、セレブの友)
- レズビアン・ハラスメント〜新人巨乳OLの狡猾な誘い〜 (12月13日、U&K)

2017年
- 双子の里美まゆと子作り生活 (2月2日、Mr.michiru)
- ブルマネットカフェ AV見放題のネットカフェの女店員さんのソソる制服はワイシャツにブルマ!ミスマッチな格好にムラムラしてしまい、AVと勃起チ○ポを見せつけてみると… (2月16日、SOSORU×GARCON)

### イメージDVD
- せんずりサポート 清純派美少女（2016年4月27日、オルスタックソフト販売）
- ヴィーナステルメ（2017年11月30日、オルスタックソフト販売）

### 写真集
- 原寸大おっぱい図鑑 Ecstasy（2017年11月17日、一迅社　撮影：須崎祐次）Fカップ担当[2]

## 出演

### テレビ
- ビ〜チ9（2015年12月、テレビ埼玉） - マンスリーゲスト

### 映画
- 揉んで揉乳（もにゅ）〜む 萌えっ娘魔界へ行く（2017年4月14日、オーピー映画）‐アザリア役[3]
- 美乳夜曲　乱れる白肌（2018年9月21日、オーピー映画）‐高山タツコ役[4]